# Rede Nacional de Emergência de Radioamadores
A Rede Nacional de Emergência de Radioamadores (RENER) tem por finalidade suprir os meios de comunicações usuais, quando os mesmos não puderem ser acionados, em razão de desastre,  situação de emergência ou  estado de calamidade pública. Auxilia em todas as situações a Defesa civil, cuja  organização sistêmica no Brasil se deu pela criação do Sistema Nacional de Defesa Civil (SINDEC), em 1988, sendo reorganizado em agosto de 1993 e atualizado em 2005.

## Vocação voluntária
O voluntariado tem raízes muito antigas e profundas no Brasil. Movem-no três sentimentos que parecem se colocar acima, até mesmo, dos condicionamentos históricos adversos: a compaixão, a solidariedade e a indignação. A RENER, da mesma forma que o radioamadorismo,  tem por vocação o voluntariado e a civilidade, uma vez que é formada, em sua maioria, por cidadãos desinteressados da autopromoção pessoal e do mercantilismo. O radioamadorismo, por excelência, é uma atividade da utilização de sistemas de telecomunicações disponibilizados pelo Estado. O radioamador é a pessoa que procura manter funcionando uma estação de radiocomunicação e, pode auxiliar as autoridades de Defesa Civil, e outras nas situações de risco e calamidades públicas, levando as comunicações aos mais longínquos rincões, por exemplo, no interior da Amazônia ou da Savana Africana.

## Criação da RENER
A RENER procura através dos radioamadores voluntários ajudar a Defesa Civil nos casos de calamidades públicas, salvamentos aéreos, marítimos, etc. A rede foi criada em 24 de outubro de 2001 através da Portaria do Ministério da Integração Nacional N° 302, Norma de Ativação e Execução dos Serviços da Rede Nacional de Emergência de Radioamadores - Rener, N° 447, de 28 de junho de 2002, publicada no Diário Oficial, N° 124, Seção I, de 1° de julho de 2002.